# Luck and Sand

Luck and Sand est un film muet de Leo D. Maloney et écrit par Ford Beebe. Il est sorti le  24 octobre 1925 (États-Unis).

## Fiche technique
- Pays : États-Unis
- Langue : Anglais
- Couleur : Noir et Blanc
- Format : 1,33 : 1
- Son : Silent
- Genre : Western
- Société : Maloford Productions

## Distribution
- Leo D. Maloney : Jim Blake
- Josephine Hill : Lois Wetzel
- Homer Watson : Roy Wetzel
- Florence Lee : Mère de Roy
- Tom London : Sanger